# Пелеоподиды
Пелеоподиды (лат. Peleopodidae) — семейство молевидных бабочек.

## Описание
Небольшие бабочки, с размахом крыльев 13 — 30 мм. Крлылья относительно широкие. Нижнегубные щупики 3-члениковые, дуговидно изогнутые вверх, хорошо заметные. Передние крылья с 12 — 13 жилками, задние крылья с 9-10. Бабочки летают в сумерках и ночью. Биология изучена недостаточно. Кормовые растения у большинства видов неизвестны.